# ГЕС Нангбето
ГЕС Нангбето (фр. Nangbeto) — гідроелектростанція у Того, станом на середину 2010-х років найпотужніша електростанція країни.
Для роботи ГЕС Нангбето створили водосховище на річці Моно, яка тече у меридіональному напрямку, потрапляючи до Того з Беніну та знову повертаючись до останньої країни перед впадінням в Lagune de Grand-Popo, відділену косою від Гвінейської затоки (можливо відзначити, що гідрокомплекс споруджувався спільно Беніном і Того). Річку перекрили земляною греблею висотою 52 метри, довжиною 443 метри та товщиною по основі 157 метрів. Вона утримує витягнуте по долині Моно водосховище з площею поверхні 180 км2 та об'ємом 1710 млн м3.
Споруджений біля греблі машинний зал обладнано двома турбінами типу Каплан потужністю по 32,8 МВт, які при напорі у 31 метр забезпечують виробництво 150 млн кВт·год електроенергії на рік.
Видача продукції відбувається по ЛЕП, що працює під напругою 161 кВ.